# 시리얼 디지털 인터페이스

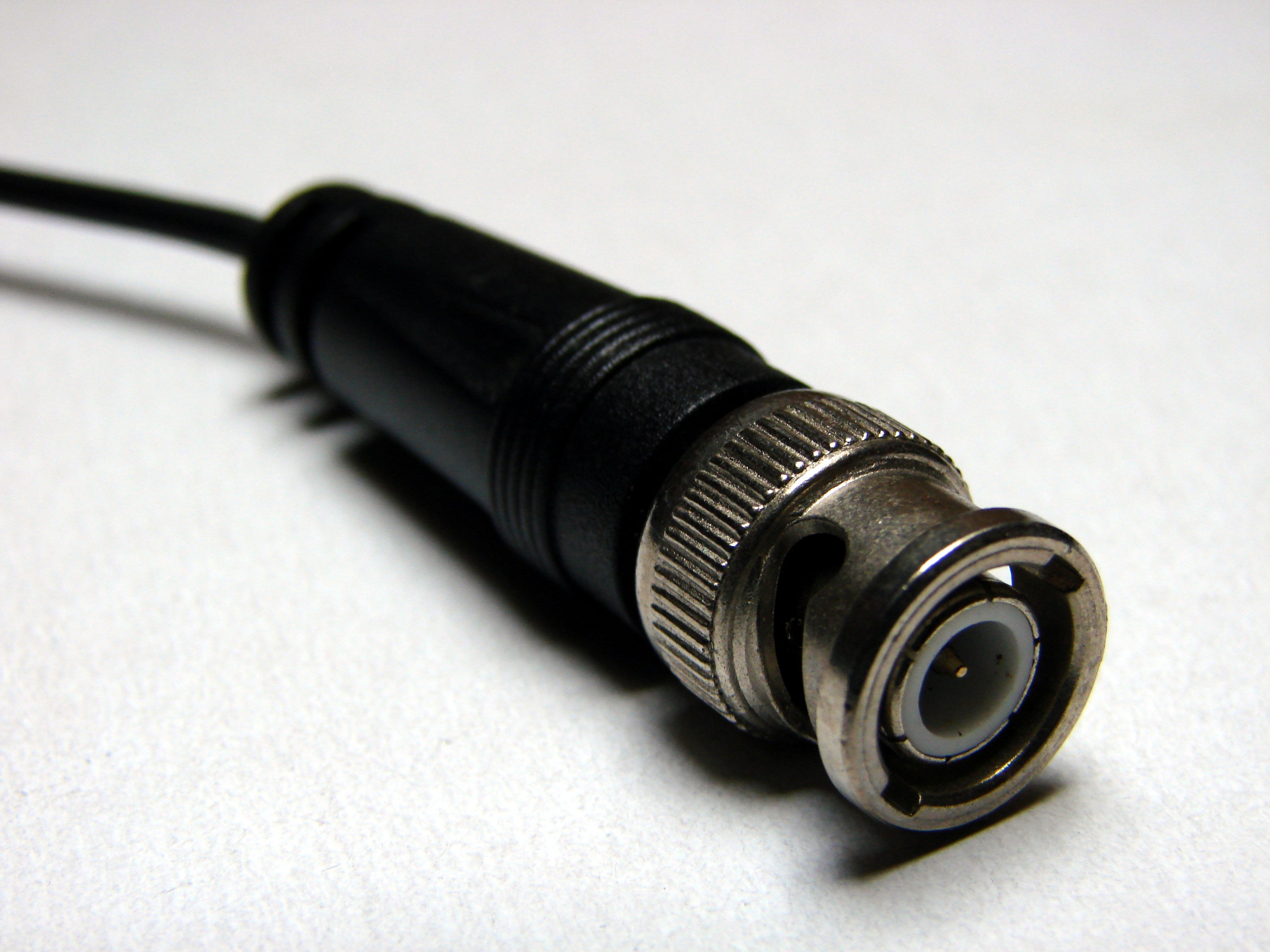
시리얼 디지털 인터페이스는 BNC 단자를 이용한다.

시리얼 디지털 인터페이스(serial digital interface, SDI)는 SMPTE가 1989년 최초로 표준화한 디지털 비디오 인터페이스의 일종이다. 예를 들어, ITU-R BT.656과 SMPTE 259M은 방송 등급의 영상에 쓰이는 디지털 영상 인터페이스를 정의한다. 관련 표준인 HD-SDI(high-definition serial digital interface)는 SMPTE 292M에 표준화되어 있으며 초당 1.485 기가비트의 데이터 전송 속도를 제공한다.
HD, UHD 이상의 늘어나는 영상 해상도, 프레임 레이트, 스테레오스코픽 (3차원) 영상, 색 깊이를 지원하기 위해 추가적인 SDI 표준들이 도입되었다. 듀얼 링크 HD-SDI는 SMPTE 292M 링크 쌍을 이루며, 1998년 SMPTE 372M에 의해 표준화되어 있다. 디지털 시네마나 HDTV 1080P처럼 표준 HDTV가 제공하는 것 이상의 해상도와 충실도를 요구하는 응용 부문에 사용되는 2.970 Gbit/s의 인터페이스를 제공한다. 3G-SDI (SMPTE 424M에 의해 표준화됨)는 듀얼 링크 HD-SDI를 대체하며 하나의 2.970 Gbit/s 직렬 링크를 이룬다. 6G-SDI, 12G-SDI 표준은 2015년 3월 19일에 출시되었다.
이러한 표준들은 텔레비전 시설 내에서 압축되지 않고 암호화되지 않은 디지털 비디오 신호(선택적으로 내장된 오디오 및 시간 코드 포함)를 전송하는 데 사용된다. 패킷화된 데이터에도 사용될 수 있다. SDI는 레코더, 모니터, PC 및 비전 믹서와 같은 다양한 장비를 함께 연결하는 데 사용된다. 사양의 동축류는 길이가 다양하지만 일반적으로 300미터(980피트) 미만이다. 297M과 같은 사양의 광섬유 변형은 최대 광섬유 길이 또는 리피터에 의해서만 제한되는 장거리 전송을 허용한다. SDI 및 HD-SDI는 일반적으로 전문 비디오 장비에서만 사용할 수 있다. 다양한 라이선스 계약이 SDI와 같은 암호화되지 않은 디지털 인터페이스의 사용을 제한하여 소비자 장비에서의 사용을 금지하기 때문이다. 몇몇 전문 비디오 및 HD 비디오 지원 DSLR 카메라와 모든 비압축 비디오 지원 소비자 카메라는 흔히 클린 HDMI라고 불리는 HDMI 인터페이스를 사용한다. 기존 DVD 플레이어 및 기타 장치를 위한 다양한 모드 키트가 있으며 이를 통해 사용자는 이러한 장치에 SDI를 추가할 수 있다.

## 전기 인터페이스
다양한 시리얼 디지털 인터페이스 표준은 모두 공칭 임피던스가 75옴인 BNC 커넥터가 있는 동축 케이블(하나 이상)을 사용한다. 이는 아날로그 비디오 설정에 사용되는 것과 동일한 유형의 케이블이므로 잠재적으로 업그레이드가 더 쉽다(더 높은 비트 전송률에서 장기간 실행하려면 더 높은 품질의 케이블이 필요할 수 있음). 소스에서 지정된 신호 진폭은 800mV(±10%) 피크 대 피크이다. 감쇠로 인해 수신기에서 훨씬 낮은 전압이 측정될 수 있다. 수신기에서 이퀄라이제이션을 사용하면 리피터를 사용하지 않고도 300미터(980피트)에 걸쳐 270Mbit/s SDI를 전송할 수 있지만 더 짧은 길이가 선호된다. HD 비트 전송률은 최대 실행 길이가 더 짧으며 일반적으로 100미터(330피트)이다.
압축되지 않은 디지털 컴포넌트 신호가 전송된다. 데이터는 NRZI 형식으로 인코딩되며 선형 피드백 시프트 레지스터를 사용하여 데이터를 스크램블하여 0 또는 1의 긴 문자열이 인터페이스에 나타날 가능성을 줄인다. 인터페이스는 자체 동기화 및 자체 클럭킹이다. 프레이밍은 (스크램블되지 않은) 직렬 디지털 신호에 10개의 1과 20개의 0(HD에서는 20개의 1과 40개의 0이 뒤따름)의 시퀀스로 나타나는 특수 동기화 패턴을 감지하여 수행된다. 이 비트 패턴은 데이터 페이로드 내의 다른 곳에서는 유효하지 않다.

### 표준
| 표준           | 이름             | 도입 시점 | 비트레이트                                     | 예시가 되는 비디오 포맷 |
| -------------- | ---------------- | --------- | ---------------------------------------------- | ----------------------- |
| SMPTE 259M     | SD-SDI           | 1989      | 270 Mbit/s, 360 Mbit/s, 143 Mbit/s, 177 Mbit/s | 480i, 576i              |
| SMPTE 344M     | ED-SDI           |           | 540 Mbit/s                                     | 480p, 576p              |
| SMPTE 292M     | HD-SDI           | 1998      | 1.485 Gbit/s, 1.485/1.001 Gbit/s               | 720p, 1080i             |
| SMPTE 372M     | 듀얼 링크 HD-SDI | 2002      | 2.970 Gbit/s, 2.970/1.001 Gbit/s               | 1080p60                 |
| SMPTE 424M     | 3G-SDI           | 2006      | 2.970 Gbit/s, 2.970/1.001 Gbit/s               | 1080p60                 |
| SMPTE ST-2081  | 6G-SDI           | 2015      | 6 Gbit/s                                       | 2160p30                 |
| SMPTE ST-2082  | 12G-SDI          | 2015      | 12 Gbit/s                                      | 2160p60                 |
| SMPTE ST-2083* | 24G-SDI          |           | 24 Gbit/s                                      | 2160p120                |

* 워킹 그룹 32NF-70은 초당 24기가비트의 SDI를 위한 표준 ST-2083을 개발 중이다.

### 비트레이트
시리얼 디지털 비디오 신호에는 여러 비트 전송률이 사용된다.
- SMPTE 259M에 정의된 표준 정의 애플리케이션의 경우 가능한 비트 전송률은 270Mbit/s, 360Mbit/s, 143Mbit/s 및 177Mbit/s이다. 270Mbit/s가 가장 일반적으로 사용된다. 하지만 360Mbit/s 인터페이스(와이드스크린 표준 정의에 사용됨)가 때때로 발생한다. 143 및 177 Mbit/s 인터페이스는 복합 인코딩(NTSC 또는 PAL) 비디오를 디지털 방식으로 전송하기 위해 고안되었으며 현재는 구식으로 간주된다.
- 고급 정의 애플리케이션(주로 525P)의 경우 여러 개의 540Mbit/s 인터페이스가 정의되어 있으며 듀얼 링크 270Mbit/s 인터페이스에 대한 인터페이스 표준도 있다. 이러한 경우는 거의 발생하지 않는다.
- HDTV 애플리케이션의 경우 시리얼 디지털 인터페이스는 SMPTE 292M에 의해 정의된다. 1.485Gbit/s 및 1.485/1.001Gbit/s의 두 가지 비트 전송률이 정의된다. SMPTE 292M이 기존 NTSC 시스템과 호환되도록 59.94Hz, 29.97Hz 및 23.98Hz의 프레임 속도로 비디오 형식을 지원할 수 있도록 1/1.001의 요소가 제공된다. 1.485Gbit/s 버전의 표준은 60Hz, 50Hz, 30Hz, 25Hz 및 24Hz를 포함하여 널리 사용되는 다른 프레임 속도를 지원한다. 1.5Gbit/s의 공칭 비트 전송률을 사용하는 것으로 두 표준을 집합적으로 참조하는 것이 일반적이다.
- HD-SDI 인터페이스가 제공할 수 있는 것보다 더 높은 해상도, 프레임 속도 또는 색상 충실도를 요구하는 초고화질 애플리케이션의 경우 SMPTE 372M 표준은 듀얼 링크 인터페이스를 정의한다. 이름에서 알 수 있듯이 이 인터페이스는 병렬로 작동하는 두 개의 SMPTE 292M 상호 연결로 구성된다. 특히, 듀얼 링크 인터페이스는 60Hz, 59.94Hz, 50Hz의 프레임 레이트에서 10비트, 4:2:2, 1080P 형식은 물론 12비트 색 심도, RGB 인코딩 및 4:4:4 색 샘플링을 지원한다.
- 공칭 3 Gbit/s 인터페이스(보다 정확하게는 2.97 Gbit/s, 일반적으로 "3 gig"라고 함)는 2006년에 SMPTE에 의해 424M으로 표준화되었다. 2012년에 SMPTE ST 424:2012로 개정되었으며, 다음을 모두 지원한다. 듀얼 1.485 Gbit/s 인터페이스에서 지원되는 기능이지만 두 개가 아닌 하나의 케이블만 필요하다.

## 데이터 포맷
SD 및 ED 애플리케이션에서 직렬 데이터 형식은 10비트 너비로 정의되는 반면, HD 애플리케이션에서는 20비트 너비로 두 개의 병렬 10비트 데이터 스트림(Y 및 C로 알려짐)으로 나뉜다. SD 데이터 스트림은 다음과 같이 배열된다.
Cb Y Cr Y' Cb Y Cr Y'
반면 HD 데이터스트림은 아래와 같이 배열된다.
YY Y' Y Y' Y Y' Y Y'
CCb Cr Cb Cr Cb Cr Cb Cr
모든 직렬 디지털 인터페이스(사용되지 않는 복합 인코딩 제외)의 기본 색상 인코딩은 4:2:2 YCbCr 형식이다. 휘도 채널(Y)은 전체 대역폭(270Mbit/s SD에서 13.5MHz, HD에서 ~75MHz)으로 인코딩되고, 두 개의 색차 채널(Cb 및 Cr)은 수평으로 서브샘플링되어 절반 대역폭(6.75 또는 37.5 MHz)으로 인코딩된다. Y, Cr, Cb 샘플은 동일 위치에 위치하며(시간상 동일한 인스턴스에 획득), Y' 샘플은 인접한 두 Y 샘플 사이의 중간 시간에 획득된다.
위에서 Y는 휘도 샘플을 나타내고 C는 색차 샘플을 나타낸다. Cr과 Cb는 빨간색과 파란색의 "색상 차이" 채널을 나타낸다. 자세한 내용은 컴포넌트 비디오를 참고할 것. 이 섹션에서는 SDI의 기본 색상 인코딩에 대해서만 설명한다. 인터페이스를 일반 10비트 데이터 채널로 처리하면 다른 색상 인코딩이 가능하다. 다른 측색 인코딩의 사용과 RGB 색상 공간 간의 변환에 대해서는 아래에서 설명한다.
비디오 페이로드(및 보조 데이터 페이로드)는 4~1,019(00416~3FB16) 범위의 모든 10비트 워드를 사용할 수 있다. 0~3 및 1,020~1,023(3FC16~3FF16) 값은 예약되어 있으며 페이로드 어디에도 나타나지 않을 수 있다. 이러한 예약어에는 두 가지 목적이 있다. 이는 동기화 패킷과 보조 데이터 헤더 모두에 사용된다.

## 표준
- Society of Motion Picture and Television Engineers: SMPTE 274M-2005: Image Sample Structure, Digital Representation and Digital Timing Reference Sequences for Multiple Picture Rates
- Society of Motion Picture and Television Engineers: SMPTE 292M-1998: Bit-Serial Digital Interface for High Definition Television
- Society of Motion Picture and Television Engineers: SMPTE 291M-1998: Ancillary Data Packet and Space Formatting
- Society of Motion Picture and Television Engineers: SMPTE 372M-2002: Dual Link 292M Interface for 1920 x 1080 Picture Raster